# محمد سلطاني
محمد سلطاني (مواليد 7 فبراير 1967) هو ملاكم تونسي، مثّل بلاده في الألعاب الأولمبية الصيفية 1992.

## روابط خارجية
محمد سلطاني على موقع أوليمبيديا (الإنجليزية)